# Barceloneta (Porto Rico)
Pour les articles homonymes, voir Barceloneta.
La municipalité de Barceloneta, sur l'île de Porto Rico (Code International : PR.BC) couvre une superficie de 62 km² et regroupe 22 657 habitants en 2020.

## Histoire
Barceloneta a été fondée le 2 juillet 1881 par Don Bonocio Lenza Feliúpe. Barceloneta a été nommée d'après Barceloneta, un quartier de Barcelone d'où son fondateur était originaire.
Barceloneta faisait originellement partie de Manatí. Du fait de sa situation sur le Río Grande de Manatí, Barceloneta a connu une importante activité portuaire. En plus du trafic de sel et de sucre en provenance de La Catalana (le premier moulin à sucre de l'île), le port accueillait des passagers : le fils de Don Bonocio possédait un navire reliant Barceloneta à New York et à Barcelone. 
- 12 octobre 1898 : entrée des troupes américaines dans Barceloneta où elles ne rencontrenet aucune résistance.
- 14 juin 1971, une grande partie du barrio de Florida Adentro est détachée de Barceloneta pour former la nouvelle municipalité de Florida.

Barceloneta est surnommée La Ciudad de las Piñas, La Ciudad Industrial, El Pueblo de los Indios et El Pueblo de Sixto Escobar.

## Géographie
Barceloneta est située sur la côte nord de l'île. Les municipalités voisines sont Arecibo à l'ouest, Florida au sud et Manatí à l'est.
La municipalité est divisée en quatre barrios (districts) : Barceloneta Pueblo, Florida Afuera, Garrochales et Palmas Altas.

## Économie
La sucrerie fut longtemps l'unique entreprise industrielle de Barceloneta. Aujourd'hui, la ville compte pas moins de quatorze usines pharmaceutiques ce qui en fait le plus important complexe industriel au monde dans ce domaine. Les entreprises pharmaceutiques se sont implantées sur la commune du fait de la qualité des eaux souterraines. Celles-ci sont si pures qu'elles ne nécessitent presque aucun traitement pour être utilisées dans la fabrication de médicaments.
La culture de l'ananas est la principale activité agricole de Barceloneta.

## Tourisme
- Barceloneta est célèbre pour ses plages de sable bleu dont la couleur provient de la haute teneur en fer.
- Musée Sixto Escobar.
- Église Nuestra Señora del Carmen.

## Personnalités
- Sixto Escobar Vargas : boxeur, premier champion du monde portoricain
- José Pagán : joueur de baseball
- Janelee Chaparro : mannequin
- Benito de Jesús Negrón : chanteur du Trio Vegabajeño
- Kathia Rodriguez : actrice